# 8. миленијум п. н. е.
У 8. миленијуму пре нове ере, пољопривреда је широко распрострањена у Плодном полумесецу и Малој Азији. Светска популација броји приближно 5 милиона.

## Догађаји
- око 8000. п. н. е. — окончало се ледено доба.
- око 8000. п. н. е. — 7000 BC — Прелаз са Палеолита на Неолит.
- око 8000. п. н. е. — Успостављене насеобине код Невали Корија у данашњој Турској.
- око 8000. п. н. е. — Успостављене насеобине код Сагаласоса у данашњој југозападној Турској.
- око 8000. п. н. е. — Успостављене насеобине код Акуреа у данашњој југозападној Нигерији.
- око 8000. п. н. е. — Успостављене насеобине код Евре Еикера и Недре Еикера у данашњем Бускеруду, Норвешка.
- око 8000. п. н. е. — Успостављене насеобине код Ереа, Данска.
- око 8000. п. н. е. — Успостављене насеобине код Дипкара код данашњег Шефилда, Енглеска.
- око 8000. п. н. е. — Ловци-сакупљачи населили северноамерички Арктик
- око 8000. п. н. е. — Број људи: 5.000.000[1]
- око 7500. п. н. е. — Мезолитски ловци-сакупљачи као први људи стижу у Ирску.

## Природне промене
- око 7911. п. н. е. — Низ од седам великих вулканских ерупција доводи до вулканског неба и снижених температура током неколико векова.

## Изуми, открића
- Успон пољопривреде.
- Први познати бракови на Блиском истоку.
- Кромпир култивисан у Јужној Америци
- Почетак култивисања пиринча у источној Азији
- Припитомљавање мачке у Старом Египту
- Припитомљавање овце у Југозападној Азији